# Gocht (Churfirsten)
Das Gocht ist ein Gebirgsübergang in der Churfirsten-Kette in den Schweizer Alpen.
Der Alpinwanderweg über das Gocht verbindet auf einer Passhöhe von 1952 m ü. M. zwischen dem Leistchamm, dem westlichsten Churfirsten-Gipfel, und der restlichen Gebirgskette das Toggenburg im Norden mit der Walensee-Seite im Süden. Das Terrain gegen Süden ist sehr steil (T5) und erfordert absolute Trittsicherheit.

## Fussnoten
1. ↑  Charles Knapp, Maurice Borel, Victor Attinger, Heinrich Brunner, Société neuchâteloise de géographie (Hrsg.): Geographisches Lexikon der Schweiz. Band 1–6. Verlag Gebrüder Attinger, Neuenburg 1902–1910, Stichwort Gocht  (Scan der Lexikon-Seite).
2. ↑  SAC-Tourenportal

Koordinaten: 47° 9′ N, 9° 13′ O; CH1903: 735312 / 223175